# Нойе Фрайе Пресе
„Нойе Фрайе Пресе“ (на немски: Neue Freie Presse) е вестник, излизал във Виена от 1864 до 1939 година.
Той е водещият либерален ежедневник в страната в целия период на излизането си.

## История
Вестникът е основан на 1 септември 1864 година от бившите редактори на „Пресе“ Михаел Етиен и Макс Фридлендер и бързо се превръща във водещия вестник в Хабсбургската монархия и като цяло във вестник от световна величина.
Вестникът е модерен като журналистически стил и употреба на технологиите. В някои дни от седмицата има сутрешно и вечерно издание (Моргенблат, Morgenblatt и Абендблат, Abendblatt). Отразява международни новини, местни новини, бизнес, световните фондови пазари, култура и изкуство. Забележителен е фейлетонът на вестника, който заема долната част на първите няколко страници на сутрешното издание на няколко дни в седмицата.
„Нойе Фрайе Пресе“ има забележителна мрежа от сътрудници. Кореспондент на вестника от Париж от 1891 година е основателят на ционизма Теодор Херцел. От 1864 година до смъртта си през 1904 година музикален критик на вестника е Едуард Ханслик, наследен от Юлиус Корнголд от 1904 до 1934 г. Сред водещите автори на вестника са Карл Емил Францос, Теодор Херцка, Хуго фон Хофманстал, Феликс Залтен, Алис Шалек, Артур Шницлер, Берта фон Зутнер и Стефан Цвайг. Кореспондент на вестника от Лондон е и Карл Маркс, макар и за кратко време и по-голямата част от текстовете му да са отхвърлени от редакцията.
Собствеността на вестника е на основаната на 17 юни 1873 година „Йостеррайхише Журнал АГ“ с капитал от Виенската борсова банка, а по-късно на Англо-австрийската банка. След смъртта на Фридленер в 1872 година, начело на редакцията остава единствено Етиен до смъртта си в 1879 г. На 1 май 1879 година главен редактор става Едуард Бахер, който от 1888 г. е и съиздател до смъртта си в 1908 г. От 1908 година до смъртта си в 1920 година главен редактор е Мориц Бенедикт, работил във вестника още от 1872 г., който придобива всички акции на „Йостеррайхише Журнал“.
Вестникът достига над 500 души заети журналисти. Преди Първата световна война е трети по тираж – 50 000 в 1904 г., 66 000 в 1912 г. Най-високият си тираж – 90 000, достига в 1920 г.
След присъединяването на Австрия към Третия Райх на 12 март 1938 година, вестникът е „ариизиран“ - 22-мата еврейски редактори от общо 33-ма души редакция са уволнени още на 13 март. Сред тях е и последният главен редактор Юлиан Щернберг. Вместо тях са назначени 13 нови редактори. През юни 1938 година с въвеждането на Закона за пресата в Австрия, всички от оставащите редактори, които не успяват да представят доказателства за „арийски произход“ са уволнени. Вестникът е поставен под нацистки контрол и издателя „Йостеррайхише Журнал“ на 18 юни 1938 г. е национализиран.
„Нойе Фрайе Пресе“ излиза за последен път на 31 януари 1939 година и след това е слят с популярните „Нойес Виенер Журнал“ и „Нойес Виенер Тагблат“.